# Richard Jonckheere
Richard Jonckheere (Brussel, 20 januari 1963), beter bekend als Richard 23, is een Belgisch muzikant. Hij werd bekend als bandlid van Revolting Cocks en Front 242.

## Levensloop
In 1983 werd hij lid van Front 242, waar hij Dirk Bergen verving. De band brak kort daarop door, gevolgd door de release van het album No Comment ('84). Daarnaast was hij samen met Luc Van Acker en Al Jourgensen (van Ministry) een van de stichtende leden van Revolting Cocks. Omstreeks 1986 verliet hij deze band. 
In 1987 volgden er twee Front 242-albums, met name de verzamelaar Back Catalogue en het album Official Version. Een jaar later verscheen Front by Front, dat doorgaans als hun beste album beschouwd wordt. Hierop bevond zich tevens hun grootste succes single Headhunter.
In 1994 bracht hij samen met Jean-Pierre Everaerts en Marc Desmare de EP Free Tyson Free! uit onder het pseudoniem Holy Gang. In 1999/2000 volgde twee 12"-singles (eveneens met Everaerts) onder de schuilnaam LaTchak. Het betrof de singles If This Is Love ('99) en Car Wash 2.0 (ft. Chantal Kashala).
In 2007 kwam hij op als kandidaat voor Ecolo tijdens de federale verkiezingen in het kiesarrondissement Brussel-Halle-Vilvoorde. Hij behaalde 2,03% van de stemmen.
Begin 2025 trad hij met Front 242 voor het laatst op, de band hield ermee op na een afscheidstournee.

## Discografie[5]

### Albums
- Front 242 - Geography (1982)
- Front 242 - No Comment (1984)
- Revolting Cocks - Big Sexy Land (1986)
- Front 242 - Back Catalogue (Best of, 1987)
- Front 242 - Official Version (1987)
- Front 242 - Front by Front (1988)
- Front 242 - Mixed by Fear (EP, 1991)
- Front 242 - Tyranny (For You) (1991)
- Front 242 - Live Target (live bootleg, 1992)
- Front 242 - 06:21:03:11 Up Evil (1993)
- Front 242 - 05:22:09:12 Off (1993)
- Front 242 - Live Code 5413356 424225 (livealbum, 1994)
- Front 242 - Mut@ge.Mix@ge (remixalbum, 1995)
- Front 242 - Re:Boot (L.IV.E) (livealbum, 1998)
- Front 242 - Pulse (2003)